# ニーラム・サンジーヴァ・レッディ
ニーラム・サンジヴァ・レディ（英語: Neelam Sanjiva Reddy、1913年5月19日 - 1996年6月1日）は、インドの政治家。1977年から1982年までインドの第6代大統領を務めた。

## 経歴
現在のアーンドラ・プラデーシュ州アナンタプラム県に生まれたレディは、アダヤールで学校教育を修了しアナンタプールの政府芸術大学に入学した。彼はインド独立活動家になり独立運動に参加したために投獄された。彼は1946年に国民会議派の代表としてマドラス立法議会に選出された。レディは1953年にアーンドラ州の副首相に就任し、1956年に初代アーンドラ・プラデーシュ州首相に就任した。
レディは1977年7月21日に選出され1977年7月25日に第6代インド大統領に宣誓した。
1996年6月1日にバンガロールで肺炎のため83歳で死去した。